# هولغر رون
هولغر رون (مواليد 29 أبريل 2003) هو لاعب تنس محترف دنماركي، أعلى تصنيف له في الفردي التصنيف السادس في 2023

## روابط خارجية
- هولغر رون على موقع رابطة محترفي التنس (الإنجليزية)
- هولغر رون على موقع الاتحاد الدولي لكرة المضرب (الإنجليزية)
- هولغر رون على موقع كأس ديفيز (الإنجليزية)
- هولغر رون على موقع إي إس بي إن.كوم (الإنجليزية)